# 卡塞雷克山
47°13′59″N 13°46′00″E / 47.23306°N 13.76667°E

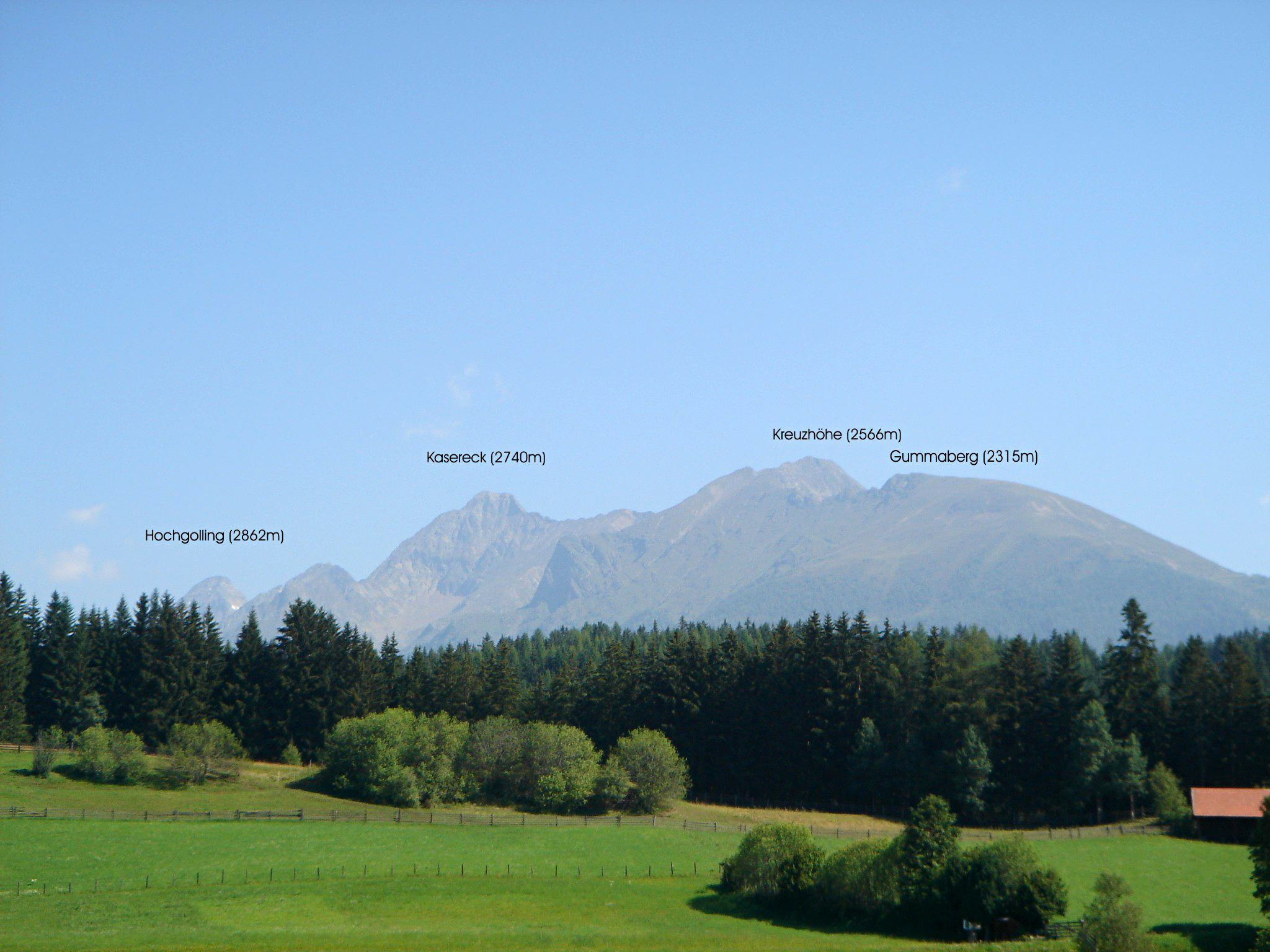

卡塞雷克山（德語：Kasereck），是奧地利的山峰，位於該國中部，由薩爾茨堡州負責管轄，屬於施拉德明陶恩山脈的一部分，海拔高度2,740米，每年平均降雨量2,029毫米。